# Отчичи
Не путать с термином: О́тчич — первый наследник по отцу.
О́тчичи — лично зависимые крестьяне, не имевшие права перехода от одного помещика к другому.

## Общие сведения
Отчичами являлись лично зависимые крестьяне, не имевшие права перехода от одного помещика к другому в период позднего средневековья на землях Великого княжества Литовского и Речи Посполитой.

## Законодательное оформление зависимости отчичей
Личная зависимость отчичей от помещиков была оформлена законодательным актом великого князя Казимира ― Привилеем 1447 года и Статутами Великого княжества Литовского 1529, 1566, 1588.

## Особенности владения отчичами
Помещики могли передавать отчичей в наследство, дарить, закладывать и продавать с землёй и без земли. Отчичи не имели права оставить свой надел («отчину»), а в случае самовольного ухода их разыскивали и силой возвращали на место.